# Fabio Casartelli
Fabio Casartelli (Como, 16 de agosto de 1970 - 18 de julio de 1995) fue un ciclista italiano, profesional desde 1993.

## Biografía
Animado por su padre, Casartelli se involucró en el mundo del ciclismo desde los 9 años. Con unas cuantas victorias como amateur, Casartelli consiguió su mayor logro en los Juegos Olímpicos de 1992, al ganar la medalla de oro en la prueba de ciclismo en ruta. Pasó a profesionales en 1993, pero solo consiguió victorias y posiciones de honor en carreras menores.

### Accidente y muerte
El 18 de julio de 1995, durante la 15.ª etapa del Tour de Francia, Fabio Casartelli sufrió un accidente durante el descenso del Col de Portet d'Aspet, en los Pirineos. Casartelli sufrió graves lesiones en el cráneo y la cara, y perdió la consciencia. Durante su traslado en helicóptero al hospital, Casartelli perdió la respiración y falleció tras varios intentos de reanimación. En el momento de la caída, Casartelli no llevaba ningún tipo de casco protector. Su muerte causó una conmoción en el ciclismo profesional y surgieron diversos debates acerca de la obligatoriedad del casco por los ciclistas. No sería hasta el 2003 cuando se produjo la muerte de otro ciclista Andrei Kivilev que se haría obligatorio.

### Homenaje
La 16.ª etapa del Tour fue neutralizada, aunque no suspendida, por la organización. Los ciclistas rodaron en grupo durante toda la prueba y, en la línea de llegada, los corredores del equipo al que pertenecía Casartelli, el Motorola, cruzaron la línea de meta en conjunto. Todos los premios de la etapa fueron donados a la familia que dejaba el ciclista italiano, una mujer y un hijo de apenas dos meses de edad.
Está enterrado en el cementerio comunal de Albese con Cassano. En 1997 se erigió una esquela en el lugar de la tragedia frente a la cual los corredores del Tour de Francia se detienen y guardan un minuto de silencio en su memoria cada vez que el recorrido de la ronda gala pasa por el Col de Portet d'Aspet.

## Palmarés
1992
- Juegos Olímpicos en Ruta

## Equipos
- Ceramiche Ariostea (1993)
- ZG Mobili-Bottecchia (1994)
- Motorola (1995)